# Xavier Báez
Xavier Iván Báez Gamiño (* 22. Juli 1987 in Reynosa, Tamaulipas) ist ein mexikanischer Fußballspieler, dessen Stammposition sich im rechten defensiven Mittelfeld befindet. Aufgrund seiner vielfältigen Qualitäten kann der Spieler bei Bedarf ebenso in der Verteidigung wie im offensiven Mittelfeld eingesetzt werden. Sein Debüt in der Primera División gab Báez am 17. Februar 2007 für Deportivo Guadalajara in einem Auswärtsspiel beim CF Atlante, das Chivas mit 3:0 gewann.